# أطلال ثماني سنوات من الأرجواني
أطلال ثماني سنوات من الأرجواني (نطق هولندي: [də ˈpœynɦoːpə(ɱ) vɑn ɑx caːr ˈpaːrs]  ( أنصت)، الإنجليزية: The Wreckage of Eight Years of Purple هو كتاب سياسي واقعي أصدره المُعلق السياسي الهولندي والمشرع الطموح بيم فورتوين في عام 2002، قبل شهرين من اغتياله. في الكتاب، ينتقد فورتوين بشدة الحكومة الائتلافية " الأرجوانية " الحاكمة آنذاك وسلفه المباشر (التي تتألف من حزب العمل وحزب الشعب من أجل الحرية والديمقراطية وحزب الديمقراطيون 66) في جميع مجالات سياساتهم تقريبًا.
ظلّ هذا الكتاب الأول والوحيد الأكثر مبيعًا لفورتوين، حيث لم تشهد مسيرته الكتابية السابقة أي نجاحات كبيرة. أعيد طُبع الكتاب أكثر من تسع مرات وبيعت منه 270 ألف نسخة بحلول الذكرى السنوية العاشرة لإصداره في عام 2012 
سُمي الكتاب من قبل العديد من وسائل الإعلام الهولندية، وكذلك من قبل فورتوين نفسه، بالبيان الانتخابي الرسمي لقائمة بيم فورتاين (التي أسسها فورتوين نفسه وكان مرشحها الرئيسي)،     لكن فورتوين تراجع عن هذه الادعاءات لاحقًا.  

## التاريخ
في أغسطس 2001، أعلن بيم فورتوين أنه سيدخل السياسة الوطنية.  على الرغم من أنه في ذلك الوقت لم يكن قد انضم بعد إلى حزب "هولندا الصالحة للعيش" الذي تأسس مؤخرًا، فقد أعرب عن نيته في إصدار كتاب في وقت لاحق من ذلك العام والذي سيكون بعنوان Acht jaar wachtlijsten ( ثماني سنوات من قوائم الانتظار) وسيفكر في الإدارتين الأرجوانيتين المتتاليتين.   عندما طلب الحزب أن يكون المرشح الرئيسي، أعلن فورتوين أن بيانه الانتخابي يجب أن يتماشى مع كتابه القادم. 
في البداية نُشر الكتاب من قبل الناشر الماركسي السابق فان جينيب، لذي نشر أيضًا عملاً سابقًا لفورتوين.  ومع ذلك، انفصل فان جينيب عن فورتوين في نوفمبر 2001 عندما اقترب الأخير من التأكيد على أنه المرشح الرئيسي لحزب "هولندا الصالحة للعيش"،  مشيرًا إلى عدم التوافق بين جذوره الماركسية والمواقف السياسية للحزب. 

## الروابط الخارجية
- De puinhopen van acht jaar Paars على dbnl.nl نسخة محفوظة 2013-03-10 على موقع واي باك مشين.